# Lugnian Dombrowka
Lugnian Dombrowka, polnisch Dąbrówka Łubniańska (1936–1945: Lugendorf Eichen) ist ein Dorf in der Woiwodschaft Opole in Polen und liegt nördlich der Stadt Opole (Oppeln). Das Dorf gehört zur Gemeinde Lugnian (polnisch Łubniany).

## Geographie

### Geographische Lage
Lugnian Dombrowka liegt in der historischen Region Oberschlesien. Das Dorf liegt etwa einen Kilometer nordöstlich vom Gemeindesitz Lugnian und etwa 17 Kilometer nördlich der Woiwodschaftshauptstadt und Kreisstadt Opole.
Der Ort liegt in der Nizina Śląska (Schlesischen Tiefebene) innerhalb der Równina Opolska (Oppelner Ebene). Durch den Ort verläuft die Brynica, ein rechter Zufluss der Mała Panew (dt. Malapane). Die im Norden liegenden Waldgebiete gehören zum Landschaftsschutzpark Stobrawski. Östlich des Dorfes verläuft die Bahnstrecke Opole–Kluczbork.

### Nachbarorte
Nachbarorte von Lugnian Dombrowka sind Jellowa (poln. Jełowa) im Osten und Lugnian (poln. Łubniany) im Südwesten.

## Geschichte
Lugnian Dombrowka wurde 1588 zum ersten Mal als Dombrowka in einem Dokument des Klosters in Czarnowanz erwähnt. Der Name leitet sich vom polnischen Wort dabrowa (dt. Eichenwald)  oder deby (dt. Eichen) ab.
Im 18. Jahrhundert wurde in Lugnian Dombrowka eine Mühle erwähnt. Nach dem Ersten Schlesischen Krieg 1742 fiel Brinnitz mit dem größten Teil Schlesiens an Preußen. Zur gleichen Zeit besiedelten Kolonisten, meist aus Böhmen und Mähren die Gegend, so auch die Ortschaft Lugnian Dombrowka.
Nach der Neuorganisation der Provinz Schlesien gehörte die Landgemeinde Lugnian Dombrowka ab 1816 zum Landkreis Oppeln im Regierungsbezirk Oppeln. Im Jahr 1830 zählte das Dorf 36 Bauernhöfe. 1833 wurde das Dorf von einer Seuche heimgesucht. Ein Großteil der Bevölkerung verstarb an Folgenden dieser. 
Mitte des 19. Jahrhunderts wurde der Ort nach Lugnian eingemeindet und erhielt einen neuen Namen: Lugnian Dombrowka. Diesen Namen behielt der Ort bis 1936. Zur Jahrhundertwende vom 19. ins 20. Jahrhundert entstand die erste Schule im Dorf. Diese wurde im neugotischen Stil erbaut und existiert, zwar stark vereinfacht, noch heute. Zwischen 1936 und 1945 erhielt das Dorf den Namen Lugendorf Eichen. Während des Einmarschs der Roten Armee im Dorf wurden mehrere Gebäude in Brand gesteckt, darunter das neugotische Schulgebäude.
1945 kam der bisher deutsche Ort unter polnische Verwaltung und wurde in Dąbrówka Łubniańska umbenannt und der Woiwodschaft Schlesien angeschlossen. 1950 kam der Ort zur Woiwodschaft Oppeln. 1946 lebten im Dorf 740 Menschen, 1960 wiederum 749. 1999 kam der Ort zum wiedergegründeten Powiat Opolski. Am 30. April 2010 erhielt das Dorf zusätzlich den amtlichen deutschen Ortsnamen Lugnian Dombrowka. Heute leben im Dorf etwa 580 Menschen (Stand 2014).

## Sehenswürdigkeiten

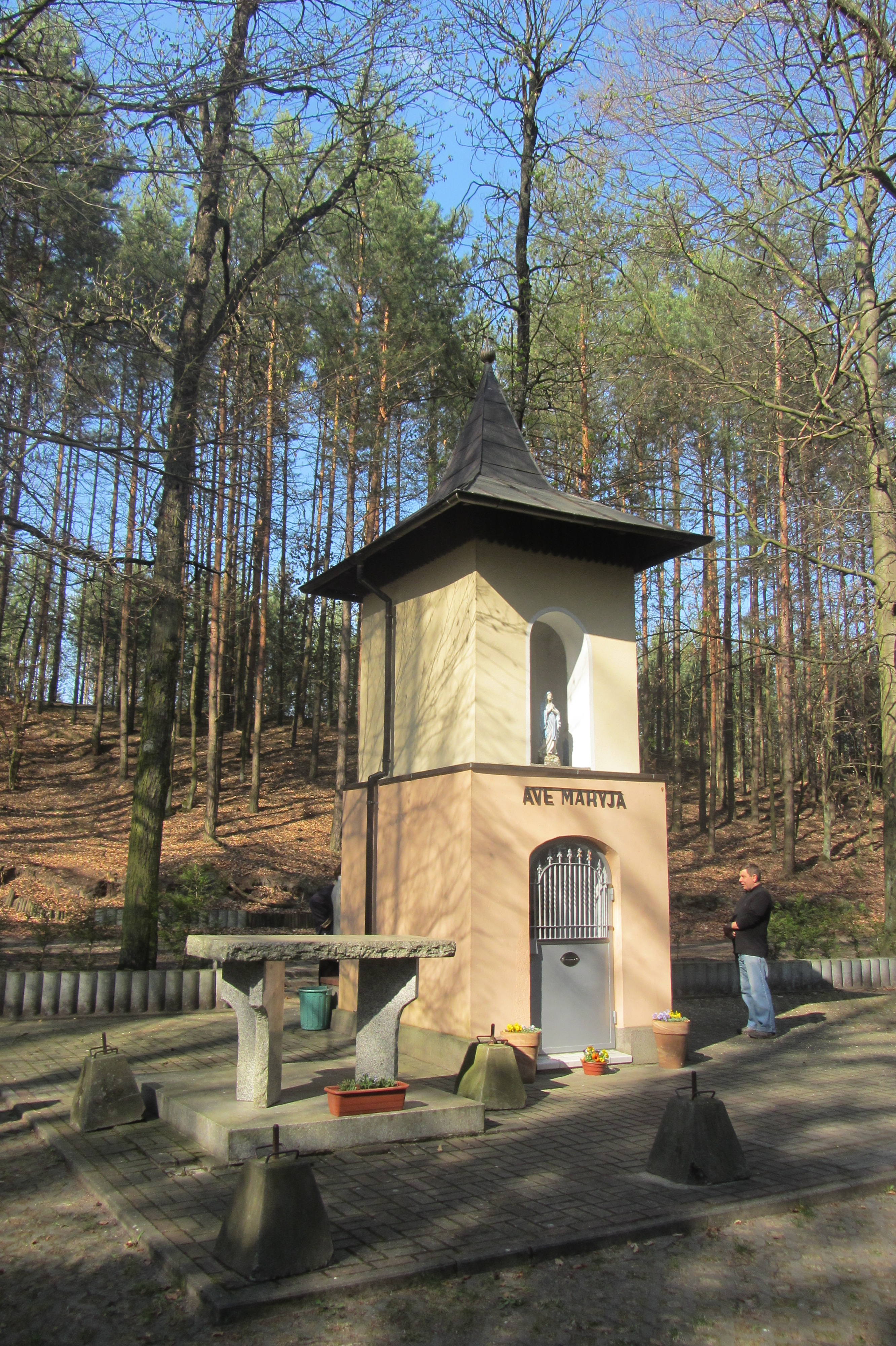
Studzionka in Lugnian Dombrowka

### Studzionka
Einen besonderen Stellenwert für die Bewohner nimmt die Studzionka ein, eine Kapelle, die im Waldgebiet neben einer Quelle errichtet wurde. Der Legende nach, soll im 18. Jahrhundert ein Dorfbewohner namens Szymon Soppa aus Massow durch die Heilkraft des Wassers aus der Waldquelle geheilt worden sein. Als Dank ließ er an dieser Stelle diese Kapelle errichten. Heute wird dieser Ort für Prozessionen und Gottesdienste genutzt.

### Weitere Sehenswürdigkeiten
- Ehemalige Schule im neugotischen Stil, heute Kindergarten
- Kapelle an der ul. Lesna
- Kapelle an der ul. Oleska aus dem Jahr 1872
- Wohnhaus in Form eines Iglos in der ul. Podgórna